# Salvi Liberal
Salvi Liberal (llatí: Salvius Liberalis) va ser un orador i advocat romà, mencionat per Plini el Jove que el descriu com "subtilis, dispositus, acer, disertus". Hom l'esmenta per primera vegada en el regnat de Vespasià, quan va parlar amb molta audàcia a l'emperador defensant a una persona rica que havia estat acusada.
El van portar a judici en el regnat de Domicià, però el resultat del judici no es coneix. Va tenir sort de sortir-ne amb vida. Encara vivia en temps de Trajà i l'any 100 defensava amb habilitat a Mari Prisc que va ser acusat per Plini el Jove i per l'historiador Tàcit. El mateix any es va enfrontar altre cop a Plini en la causa dels habitants de la Bètica contra Cecili Clàssic i els seus còmplices.